# Hong Kong Movie DataBase
Hong Kong Movie Database (viết tắt là HKMDB) là một trang web đa ngôn ngữ về điện ảnh do Ryan Law sáng lập và bắt đầu hoạt động vào ngày 1 tháng 11 năm 1995. Không chỉ là nơi cung cấp và lưu trữ một kho thông tin về các bộ phim do Hồng Kông sản xuất cùng với đội ngũ thực hiện các tác phẩm, đây còn là nơi lưu trữ các bộ phim và đội ngũ sản xuất của Trung Quốc và Đài Loan.
Lúc đầu, trang web lưu trữ những thông tin về hơn 6.000 bộ phim và các bài đánh giá từ cơ sở dữ liệu không còn tồn tại được lưu tại một trang web giáo dục ở Stanford, nhưng về sau đã mở rộng chứa những thông tin về hơn 20.000 bộ phim và gần 100.000 nhân sự.